# Llista d'ocells d'Àsia
Aquesta llista d'ocells d'Àsia inclou totes les espècies d'ocells trobats a Àsia: 
Els ocells s'ordenen per famílies i espècies.

## Gaviidae
- Gavia stellata
- Gavia arctica
- Gavia pacifica
- Gavia immer
- Gavia adamsii

## Podicipedidae
- Tachybaptus ruficollis
- Tachybaptus novaehollandiae
- Podiceps grisegena
- Podiceps cristatus
- Podiceps auritus
- Podiceps nigricollis

## Diomedeidae
- Diomedea exulans
- Phoebastria albatrus
- Phoebastria immutabilis
- Phoebastria nigripes
- Thalassarche cauta

## Procellariidae
- Fulmarus glacialis
- Daption capense
- Pterodroma rostrata
- Pterodroma incerta
- Pterodroma inexpectata
- Pterodroma solandri
- Pterodroma neglecta
- Pterodroma mollis
- Pterodroma baraui
- Pterodroma phaeopygia
- Pterodroma sandwichensis
- Pterodroma externa
- Pterodroma hypoleuca
- Pterodroma nigripennis
- Pterodroma longirostris
- Pachyptila desolata
- Bulweria bulwerii
- Bulweria fallax
- Calonectris leucomelas
- Calonectris diomedea
- Puffinus carneipes
- Puffinus gravis
- Puffinus pacificus
- Puffinus bulleri
- Puffinus griseus
- Puffinus tenuirostris
- Puffinus puffinus
- Puffinus mauretanicus
- Puffinus yelkouan
- Puffinus assimilis
- Puffinus lherminieri
- Puffinus persicus

## Hydrobatidae
- Oceanites oceanicus
- Pelagodroma marina
- Fregetta tropica
- Hydrobates pelagicus
- Oceanodroma castro
- Oceanodroma leucorhoa
- Oceanodroma monorhis
- Oceanodroma tristrami
- Oceanodroma matsudairae
- Oceanodroma furcata

## Phaethontidae
- Phaethon aethereus
- Phaethon rubricauda
- Phaethon lepturus

## Pelecanidae
- Pelecanus onocrotalus
- Pelecanus rufescens
- Pelecanus philippensis
- Pelecanus crispus
- Pelecanus conspicillatus

## Sulidae
- Morus bassanus
- Sula abbotti
- Sula dactylatra
- Sula sula
- Sula leucogaster

## Phalacrocoracidae
- Phalacrocorax sulcirostris
- Phalacrocorax fuscicollis
- Phalacrocorax carbo
- Phalacrocorax nigrogularis
- Phalacrocorax capillatus
- Phalacrocorax aristotelis
- Phalacrocorax pelagicus
- Phalacrocorax urile
- Phalacrocorax melanoleucos
- Phalacrocorax niger
- Phalacrocorax pygmaeus

## Anhingidae
- Anhinga melanogaster

## Fregatidae
- Fregata andrewsi
- Fregata minor
- Fregata ariel

## Ardeidae
- Ardea cinerea
- Ardea melanocephala
- Ardea insignis
- Ardea sumatrana
- Ardea goliath
- Ardea purpurea
- Ardea alba
- Egretta picata
- Egretta ardesiaca
- Egretta intermedia
- Egretta novaehollandiae
- Egretta garzetta
- Egretta gularis
- Egretta eulophotes
- Egretta sacra
- Ardeola ralloides
- Ardeola grayii
- Ardeola bacchus
- Ardeola speciosa
- Bubulcus ibis
- Butorides striata
- Nycticorax nycticorax
- Nycticorax caledonicus
- Gorsachius magnificus
- Gorsachius goisagi
- Gorsachius melanolophus
- Ixobrychus sinensis
- Ixobrychus minutus
- Ixobrychus eurhythmus
- Ixobrychus cinnamomeus
- Ixobrychus flavicollis
- Botaurus stellaris

## Scopidae
- Scopus umbretta

## Ciconiidae
- Mycteria cinerea
- Mycteria ibis
- Mycteria leucocephala
- Anastomus oscitans
- Ciconia nigra
- Ciconia abdimii
- Ciconia episcopus
- Ciconia stormi
- Ciconia ciconia
- Ciconia boyciana
- Ephippiorhynchus asiaticus
- Leptoptilos javanicus
- Leptoptilos crumeniferus
- Leptoptilos dubius

## Threskiornithidae
- Threskiornis aethiopicus
- Threskiornis melanocephalus
- Pseudibis papillosa
- Pseudibis davisoni
- Pseudibis gigantea
- Geronticus eremita
- Nipponia nippon
- Plegadis falcinellus
- Platalea leucorodia
- Platalea regia
- Platalea alba
- Platalea minor

## Phoenicopteridae
- Phoenicopterus roseus
- Phoenicopterus minor

## Anatidae
- Dendrocygna guttata
- Dendrocygna bicolor
- Dendrocygna arcuata
- Dendrocygna javanica
- Cygnus olor
- Cygnus buccinator
- Cygnus cygnus
- Cygnus columbianus
- Anser cygnoides
- Anser fabalis
- Anser albifrons
- Anser erythropus
- Anser anser
- Anser indicus
- Chen caerulescens
- Chen canagica
- Branta canadensis
- Branta hutchinsii
- Branta bernicla
- Branta ruficollis
- Alopochen aegyptiaca
- Tadorna ferruginea
- Tadorna tadorna
- Tadorna radjah
- Cairina scutulata
- Sarkidiornis melanotos
- Nettapus coromandelianus
- Aix galericulata
- Anas penelope
- Anas americana
- Anas falcata
- Anas strepera
- Anas formosa
- Anas carolinensis
- Anas crecca
- Anas capensis
- Anas gibberifrons
- Anas albogularis
- Anas platyrhynchos
- Anas poecilorhyncha
- Anas superciliosa
- Anas luzonica
- Anas acuta
- Anas erythrorhyncha
- Anas querquedula
- Anas discors
- Anas clypeata
- Marmaronetta angustirostris
- Netta rufina
- Netta erythrophthalma
- Aythya ferina
- Aythya valisineria
- Aythya americana
- Aythya collaris
- Aythya nyroca
- Aythya baeri
- Aythya australis
- Aythya fuligula
- Aythya marila
- Aythya affinis
- Somateria mollissima
- Somateria spectabilis
- Somateria fischeri
- Polysticta stelleri
- Histrionicus histrionicus
- CMelanitta nigra
- Melanitta perspicillata
- Melanitta fusca
- Bucephala cBucephala albeola
- Mergellus albellus
- Mergus serrator
- Mergus merganser
- Mergus squamatus
- Oxyura leucocephala

## Pandionidae
- Pandion haliaetus

## Accipitridae
- Aviceda jerdoni
- Aviceda subcristata
- Aviceda leuphotes
- Pernis apivorus
- Pernis celebensis
- Pernis ptilorhynchus
- Macheiramphus alcinus
- Elanus caeruleus
- Chelictinia riocourii
- Milvus milvus
- Milvus migrans
- Haliastur indus
- Haliaeetus leucogaster
- Haliaeetus leucoryphus
- Haliaeetus albicilla
- Haliaeetus leucocephalus
- Haliaeetus pelagicus
- Ichthyophaga humilis
- Ichthyophaga ichthyaetus
- Gypaetus barbatus
- Neophron percnopterus
- Gyps bengalensis
- Gyps indicus
- Gyps tenuirostris
- Gyps rueppellii
- Gyps himalayensis
- Gyps fulvus
- Aegypius monachus
- Torgos tracheliotus
- Sarcogyps calvus
- Circaetus gallicus
- Terathopius ecaudatus
- Spilornis klossi
- Spilornis rufipectus
- Spilornis kinabaluensis
- Spilornis cheela
- Spilornis holospilus
- Spilornis elgini
- Circus aeruginosus
- Circus spilonotus
- Circus assimilis
- Circus cyaneus
- Circus macrourus
- Circus melanoleucos
- Circus pygargus
- Melierax metabates
- Micronisus gabar
- Accipiter trivirgatus
- Accipiter griseiceps
- Accipiter badius
- Accipiter butleri
- Accipiter brevipes
- Accipiter soloensis
- Accipiter trinotatus
- Accipiter fasciatus
- Accipiter gularis
- Accipiter nanus
- Accipiter virgatus
- Accipiter rhodogaster
- Accipiter nisus
- Accipiter gentilis
- Butastur rufipennis
- Butastur teesa
- Butastur liventer
- Butastur indicus
- Buteo buteo
- Buteo rufinus
- Buteo hemilasius
- Buteo lagopus
- Pithecophaga jefferyi
- Ictinaetus malayensis
- Aquila pomarina
- Aquila hastata
- Aquila cAquila rapax
- Aquila nipalensis
- Aquila heliaca
- Aquila chrysaetos
- Aquila verreauxii
- Aquila fasciatus
- Aquila pennatus
- Aquila kienerii
- Spizaetus cirrhatus
- Spizaetus nipalensis
- Spizaetus alboniger
- Spizaetus bartelsi
- Spizaetus lanceolatus
- Spizaetus philippensis
- Spizaetus nanus

## Falconidae
- Polihierax insignis
- Microhierax caerulescens
- Microhierax fringillarius
- Microhierax latifrons
- Microhierax erythrogenys
- Microhierax melanoleucos
- Falco naumanni
- Falco tinnunculus
- Falco moluccensis
- Falco cenchroides
- Falco chicquera
- Falco vespertinus
- Falco amurensis
- Falco eleonorae
- Falco concolor
- Falco columbarius
- Falco subbuteo
- Falco severus
- Falco longipennis
- Falco biarmicus
- Falco jugger
- Falco cherrug
- Falco rusticolus
- Falco pelegrinoides
- Falco peregrinus

## Megapodiidae
- Macrocephalon maleo
- Megapodius nicobariensis
- Megapodius cumingii
- Megapodius bernsteinii
- Megapodius reinwardt

## Tetraonidae
- Dendragapus falcipennis
- Lagopus lagopus
- Lagopus muta
- Tetrao parvirostris
- Tetrao urogallus
- Tetrao tetrix
- Tetrao mlokosiewiczi
- Bonasa bonasia
- Bonasa sewerzowi

## Phasianidae
- Lerwa lerwa
- Tetraophasis obscurus
- Tetraophasis szechenyii
- Tetraogallus caucasicus
- Tetraogallus caspius
- Tetraogallus altaicus
- Tetraogallus tibetanus
- Tetraogallus himalayensis
- Alectoris chukar
- Alectoris philbyi
- Alectoris magna
- Alectoris melanocephala
- Ammoperdix griseogularis
- Ammoperdix heyi
- Francolinus francolinus
- Francolinus pictus
- Francolinus pintadeanus
- Francolinus pondicerianus
- Francolinus gularis
- Perdix perdix
- Perdix dauurica
- Perdix hodgsoniae
- Rhizothera longirostris
- Melanoperdix niger
- Coturnix japonica
- Coturnix coturnix
- Coturnix delegorguei
- Coturnix coromandelica
- Coturnix ypsilophora
- Coturnix chinensis
- Perdicula asiatica
- Perdicula argoondah
- Perdicula erythrorhyncha
- Perdicula manipurensis
- Arborophila torqueola
- Arborophila rufipectus
- Arborophila mandellii
- Arborophila gingica
- Arborophila rufogularis
- Arborophila atrogularis
- Arborophila crudigularis
- Arborophila ardens
- Arborophila javanica
- Arborophila orientalis
- Arborophila brunneopectus
- Arborophila davidi
- Arborophila cambodiana
- Arborophila hyperythra
- Arborophila rubrirostris
- Arborophila chloropus
- Arborophila merlini
- Arborophila charltonii
- Caloperdix oculeus
- Haematortyx sanguiniceps
- Rollulus rouloul
- Bambusicola fytchii
- Bambusicola thoracicus
- Galloperdix spadicea
- Galloperdix lunulata
- Galloperdix bicalcarata
- Ithaginis cruentus
- Tragopan melanocephalus
- Tragopan satyra
- Tragopan blythii
- Tragopan temminckii
- Tragopan caboti
- Pucrasia macrolopha
- Lophophorus impejanus
- Lophophorus sclateri
- Lophophorus lhuysii
- Gallus gallus
- Gallus sonneratii
- Gallus lafayetii
- Gallus varius
- Lophura leucomelanos
- Lophura imperialis
- Lophura edwardsi
- Lophura hatinhensis
- Lophura swinhoii
- Lophura inornata
- Lophura nycthemera
- Lophura erythrophthalma
- Lophura ignita
- Lophura diardi
- Lophura bulweri
- Crossoptilon crossoptilon
- Crossoptilon mantchuricum
- Crossoptilon auritum
- Catreus wallichi
- Syrmaticus ellioti
- Syrmaticus humiae
- Syrmaticus mikado
- Syrmaticus soemmerringii
- Syrmaticus reevesii
- Phasianus colchicus
- Phasianus versicolor
- Chrysolophus pictus
- Chrysolophus amherstiae
- Polyplectron chalcurum
- Polyplectron inopinatum
- Polyplectron germaini
- Polyplectron bicalcaratum
- Polyplectron malacense
- Polyplectron schleiermacheri
- Polyplectron napoleonis
- Rheinardia ocellata
- Argusianus argus
- Pavo cristatus
- Pavo muticus

## Numididae
- Numida meleagris

## Turnicidae
- Turnix sylvaticus
- Turnix maculosus
- Turnix tanki
- Turnix ocellatus
- Turnix suscitator
- Turnix worcesteri

## Gruidae
- Anthropoides virgo
- Grus leucogeranus
- Grus canadensis
- Grus antigone
- Grus vipio
- Grus grus
- Grus monacha
- Grus nigricollis
- Grus japonensis

## Rallidae
- Coturnicops exquisitus
- Rallina canningi
- Rallina fasciata
- Rallina eurizonoides
- Gallirallus okinawae
- Gallirallus philippensis
- Gallirallus torquatus
- Gallirallus calayanensis
- Gallirallus striatus
- Rallus limicola
- Rallus aquaticus
- Lewinia mirificus
- Crex crex
- Aramidopsis plateni
- Gymnocrex rosenbergii
- Gymnocrex talaudensis
- Amaurornis akool
- Amaurornis isabellina
- Amaurornis olivacea
- Amaurornis moluccana
- Amaurornis phoenicurus
- Amaurornis bicolor
- Porzana parva
- Porzana pusilla
- Porzana porzana
- Porzana fusca
- Porzana paykullii
- Porzana tabuensis
- Porzana cinerea
- Gallicrex cinerea
- Porphyrio porphyrio
- Porphyrio alleni
- Gallinula chloropus
- Gallinula tenebrosa
- Gallinula angulata
- Fulica cristata
- Fulica atra

## Heliornithidae
- Heliopais personatus

## Otididae
- Otis tarda
- Ardeotis arabs
- Ardeotis nigriceps
- Chlamydotis undulata
- Chlamydotis macqueenii
- Houbaropsis bengalensis
- Sypheotides indicus
- Tetrax tetrax

## Jacanidae
- Irediparra gallinacea
- Hydrophasianus chirurgus
- Metopidius indicus

## Rostratulidae
- Rostratula benghalensis

## Dromadidae
- Dromas ardeola

## Haematopodidae
- Haematopus ostralegus
- Haematopus fuliginosus

## Ibidorhynchidae
- Ibidorhyncha struthersii

## Recurvirostridae
- Himantopus himantopus
- Himantopus leucocephalus
- Recurvirostra avosetta

## Burhinidae
- Burhinus oedicnemus
- Burhinus senegalensis
- Burhinus capensis
- Burhinus recurvirostris
- Burhinus magnirostris

## Glareolidae
- Cursorius cursor
- Cursorius coromandelicus
- Rhinoptilus bitorquatus
- Stiltia isabella
- Glareola pratincola
- Glareola maldivarum
- Glareola nordmanni
- Glareola lactea

## Charadriidae
- Vanellus vanellus
- Vanellus spinosus
- Vanellus duvaucelii
- Vanellus malabaricus
- Vanellus tectus
- Vanellus cinereus
- Vanellus indicus
- Vanellus macropterus
- Vanellus gregarius
- Vanellus leucurus
- Pluvialis fulva
- Pluvialis dominica
- Pluvialis apricaria
- Pluvialis squatarola
- Charadrius hiaticula
- Charadrius placidus
- Charadrius dubius
- Charadrius pecuarius
- Charadrius alexandrinus
- Charadrius javanicus
- Charadrius ruficapillus
- Charadrius peronii
- Charadrius mongolus
- Charadrius leschenaultii
- Charadrius asiaticus
- Charadrius veredus
- Charadrius morinellus
- Elseyornis melanops

## Scolopacidae
- Scolopax rusticola
- Scolopax mira
- Scolopax bukidnonensis
- Scolopax saturata
- Scolopax celebensis
- Lymnocryptes minimus
- Gallinago solitaria
- Gallinago hardwickii
- Gallinago nemoricola
- Gallinago stenura
- Gallinago megala
- Gallinago media
- Gallinago gallinago
- Limnodromus griseus
- Limnodromus scolopaceus
- Limnodromus semipalmatus
- Limosa limosa
- Limosa lapponica
- Numenius borealis
- Numenius minutus
- Numenius phaeopus
- Numenius tahitiensis
- Numenius tenuirostris
- Numenius arquata
- Numenius madagascariensis
- Tringa erythropus
- Tringa totanus
- Tringa stagnatilis
- Tringa nebularia
- Tringa guttifer
- Tringa melanoleuca
- Tringa flavipes
- Tringa ochropus
- Tringa glareola
- Xenus cinereus
- Actitis hypoleucos
- Actitis macularius
- Heterosceles brevipes
- Heterosceles incanus
- Arenaria interpres
- Arenaria melanocephala
- Calidris tenuirostris
- Calidris canutus
- Calidris alba
- Calidris pusilla
- Calidris mauri
- Calidris ruficollis
- Calidris minuta
- Calidris temminckii
- Calidris subminuta
- Calidris minutilla
- Calidris fuscicollis
- Calidris bairdii
- Calidris melanotos
- Calidris acuminata
- Calidris ferruginea
- Calidris alpina
- Calidris maritima
- Calidris ptilocnemis
- Calidris himantopus
- Eurynorhynchus pygmeus
- Limicola falcinellus
- Tryngites subruficollis
- Philomachus pugnax
- Phalaropus tricolor
- Phalaropus lobatus
- Phalaropus fulicarius

## Stercorariidae
- Stercorarius maccormicki
- Stercorarius antarcticus
- Stercorarius skua
- Stercorarius pomarinus
- Stercorarius parasiticus
- Stercorarius longicaudus

## Laridae
- Larus crassirostris
- Larus leucophthalmus
- Larus hemprichii
- Larus canus
- Larus audouinii
- Larus delawarensis
- Larus marinus
- Larus glaucescens
- Larus hyperboreus
- Larus glaucoides
- Larus thayeri
- Larus fuscus
- Larus heuglini
- Larus vegae
- Larus smithsonianus
- Larus cachinnans
- Larus armenicus
- Larus barabensis
- Larus michahellis
- Larus ichthyaetus
- Larus schistisagus
- Larus brunnicephalus
- Larus cirrocephalus
- Larus ridibundus
- Larus genei
- Larus philadelphia
- Larus saundersi
- Larus melanocephalus
- Larus relictus
- Larus atricilla
- Larus pipixcan
- Larus minutus
- Pagophila eburnea
- Rhodostethia rosea
- Xema sabini
- Rissa brevirostris
- Rissa tridactyla

## Sternidae
- Gelochelidon nilotica
- Hydroprogne caspia
- Sterna bengalensis
- Sterna sandvicensis
- Sterna bernsteini
- Sterna bergii
- Sterna aurantia
- Sterna dougallii
- Sterna sumatrana
- Sterna hirundo
- Sterna paradisaea
- Sterna repressa
- Sterna acuticauda
- Sternula albifrons
- Sternula saundersi
- Sternula superciliaris
- Onychoprion aleutica
- Onychoprion lunata
- Onychoprion anaethetus
- Onychoprion fuscata
- Chlidonias hybrida
- Chlidonias leucopterus
- Chlidonias niger
- Anous tenuirostris
- Anous minutus
- Anous stolidus
- Procelsterna cerulea
- Gygis alba

## Rynchopidae
- Rynchops flavirostris
- Rynchops albicollis

## Alcidae
- Alle alle
- Uria aalge
- Uria lomvia
- Cepphus grylle
- Cepphus columba
- Cepphus carbo
- Brachyramphus marmoratus
- Brachyramphus perdix
- Brachyramphus brevirostris
- Synthliboramphus antiquus
- Synthliboramphus wumizusume
- Aethia psittacula
- Aethia cristatella
- Aethia pygmaea
- Aethia pusilla
- Cerorhinca monocerata
- Fratercula corniculata
- Fratercula cirrhata

## Pteroclididae
- Syrrhaptes tibetanus
- Syrrhaptes paradoxus
- Pterocles alchata
- Pterocles exustus
- Pterocles senegallus
- Pterocles orientalis
- Pterocles coronatus
- Pterocles lichtensteinii
- Pterocles indicus

## Columbidae
- Columba livia
- Columba rupestris
- Columba leuconota
- Columba oenas
- Columba eversmanni
- Columba palumbus
- Columba arquatrix
- Columba hodgsonii
- Columba pulchricollis
- Columba elphinstonii
- Columba torringtoni
- Columba punicea
- Columba argentina
- Columba palumboides
- Columba janthina
- Columba vitiensis
- Streptopelia turtur
- Streptopelia lugens
- Streptopelia orientalis
- Streptopelia bitorquata
- Streptopelia decaocto
- Streptopelia roseogrisea
- Streptopelia semitorquata
- Streptopelia tranquebarica
- Streptopelia chinensis
- Streptopelia senegalensis
- Macropygia unchall
- Macropygia magna
- Macropygia amboinensis
- Macropygia rufipennis
- Macropygia tenuirostris
- Macropygia emiliana
- Macropygia ruficeps
- Turacoena manadensis
- Turacoena modesta
- Oena capensis
- Chalcophaps indica
- Chalcophaps stephani
- Geopelia striata
- Geopelia maugei
- Caloenas nicobarica
- Gallicolumba luzonica
- Gallicolumba crinigera
- Gallicolumba platenae
- Gallicolumba keayi
- Gallicolumba menagei
- Gallicolumba tristigmata
- Gallicolumba hoedtii
- Phapitreron leucotis
- Phapitreron amethystinus
- Phapitreron cinereiceps
- Treron olax
- Treron vernans
- Treron fulvicollis
- Treron bicinctus
- Treron pompadora
- Treron curvirostra
- Treron griseicauda
- Treron psittaceus
- Treron capellei
- Treron phoenicopterus
- Treron waalia
- Treron seimundi
- Treron apicauda
- Treron oxyurus
- Treron sphenurus
- Treron sieboldii
- Treron formosae
- Ptilinopus cinctus
- Ptilinopus porphyreus
- Ptilinopus occipitalis
- Ptilinopus marchei
- Ptilinopus merrilli
- Ptilinopus fischeri
- Ptilinopus jambu
- Ptilinopus subgularis
- Ptilinopus leclancheri
- Ptilinopus superbus
- Ptilinopus regina
- Ptilinopus melanospilus
- Ptilinopus arcanus
- Ducula poliocephala
- Ducula forsteni
- Ducula mindorensis
- Ducula radiata
- Ducula carola
- Ducula aenea
- Ducula concinna
- Ducula rosacea
- Ducula pickeringii
- Ducula badia
- Ducula lacernulata
- Ducula cineracea
- Ducula bicolor
- Ducula luctuosa
- Cryptophaps poecilorrhoa

## Cacatuidae
- Cacatua goffiniana
- Cacatua haematuropygia
- Cacatua sulphurea

## Psittacidae
- Eos histrio
- Trichoglossus ornatus
- Trichoglossus haematodus
- Trichoglossus euteles
- Trichoglossus flavoviridis
- Trichoglossus johnstoniae
- Psitteuteles iris
- Bolbopsittacus lunulatus
- Psittinus cyanurus
- Geoffroyus geoffroyi
- Prioniturus montanus
- Prioniturus waterstradti
- Prioniturus platenae
- Prioniturus luconensis
- Prioniturus discurus
- Prioniturus verticalis
- Prioniturus flavicans
- Prioniturus platurus
- Tanygnathus megalorynchos
- Tanygnathus lucionensis
- Tanygnathus sumatranus
- Alisterus amboinensis
- Aprosmictus jonquillaceus
- Psittacula eupatria
- Psittacula krameri
- Psittacula himalayana
- Psittacula finschii
- Psittacula cyanocephala
- Psittacula roseata
- Psittacula columboides
- Psittacula calthropae
- Psittacula derbiana
- Psittacula alexandri
- Psittacula caniceps
- Psittacula longicauda
- Loriculus vernalis
- Loriculus beryllinus
- Loriculus philippensis
- Loriculus galgulus
- Loriculus stigmatus
- Loriculus sclateri
- Loriculus catamene
- Loriculus exilis
- Loriculus pusillus

## Cuculidae
- Clamator jacobinus
- Clamator coromandus
- Clamator glandarius
- Cuculus crassirostris
- Cuculus sparverioides
- Cuculus varius
- Cuculus vagans
- Cuculus nisicolor
- Cuculus hyperythrus
- Cuculus fugax
- Cuculus pectoralis
- Cuculus micropterus
- Cuculus canorus
- Cuculus saturatus
- Cuculus horsfieldi
- Cuculus poliocephalus
- Cuculus pallidus
- Cacomantis sonneratii
- Cacomantis merulinus
- Cacomantis variolosus
- Chrysococcyx basalis
- Chrysococcyx minutillus
- Chrysococcyx maculatus
- Chrysococcyx xanthorhynchus
- Chrysococcyx klaas
- Chrysococcyx caprius
- Surniculus lugubris
- Surniculus velutinus
- Eudynamys melanorhynchus
- Eudynamys scolopaceus
- Eudynamys cyanocephalus
- Scythrops novaehollandiae
- Phaenicophaeus diardi
- Phaenicophaeus sumatranus
- Phaenicophaeus viridirostris
- Phaenicophaeus tristis
- Phaenicophaeus leschenaultii
- Phaenicophaeus chlorophaeus
- Phaenicophaeus javanicus
- Phaenicophaeus calyorhynchus
- Phaenicophaeus curvirostris
- Phaenicophaeus pyrrhocephalus
- Phaenicophaeus superciliosus
- Phaenicophaeus cumingi
- Carpococcyx viridis
- Carpococcyx radiatus
- Carpococcyx renauldi
- Centropus celebensis
- Centropus unirufus
- Centropus melanops
- Centropus nigrorufus
- Centropus phasianinus
- Centropus rectunguis
- Centropus steerii
- Centropus sinensis
- Centropus andamanensis
- Centropus viridis
- Centropus chlororhynchus
- Centropus bengalensis
- Centropus superciliosus

## Tytonidae
- Tyto inexspectata
- Tyto rosenbergii
- Tyto longimembris
- Tyto alba

## Strigidae
- Phodilus badius
- Otus sagittatus
- Otus balli
- Otus rufescens
- Otus thilohoffmanni
- Otus spilocephalus
- Otus brookii
- Otus angelinae
- Otus mentawi
- Otus bakkamoena
- Otus lettia
- Otus lempiji
- Otus semitorques
- Otus fuliginosus
- Otus megalotis
- Otus mirus
- Otus longicornis
- Otus mindorensis
- Otus brucei
- Otus senegalensis
- Otus scops
- Otus sunia
- Otus magicus
- Otus mantananensis
- Otus elegans
- Otus manadensis
- Otus collari
- Otus umbra
- Otus enganensis
- Otus alius
- Mimizuku gurneyi
- Bubo bubo
- Bubo bengalensis
- Bubo ascalaphus
- Bubo africanus
- Bubo nipalensis
- Bubo sumatranus
- Bubo coromandus
- Bubo philippensis
- Bubo scandiacus
- Ketupa blakistoni
- Ketupa zeylonensis
- Ketupa flavipes
- Ketupa ketupu
- Strix seloputo
- Strix ocellata
- Strix leptogrammica
- Strix aluco
- Strix butleri
- Strix uralensis
- Strix davidi
- Strix nebulosa
- Surnia ulula
- Glaucidium passerinum
- Glaucidium brodiei
- Glaucidium cuculoides
- Glaucidium castanopterum
- Glaucidium radiatum
- Glaucidium castanonotum
- Athene brama
- Athene blewitti
- Athene noctua
- Aegolius funereus
- Ninox novaeseelandiae
- Ninox affinis
- Ninox scutulata
- Ninox japonica
- Ninox randi
- Ninox philippensis
- Ninox ochracea
- Ninox burhani
- Ninox ios
- Ninox punctulata
- Asio otus
- Asio flammeus

## Podargidaes
- Batrachostomus auritus
- Batrachostomus harterti
- Batrachostomus septimus
- Batrachostomus stellatus
- Batrachostomus moniliger
- Batrachostomus hodgsoni
- Batrachostomus poliolophus
- Batrachostomus javensis
- Batrachostomus cornutus

## Caprimulgidae
- Eurostopodus diabolicus
- Eurostopodus temminckii
- Eurostopodus macrotis
- Caprimulgus indicus
- Caprimulgus europaeus
- Caprimulgus aegyptius
- Caprimulgus nubicus
- Caprimulgus mahrattensis
- Caprimulgus centralasicus
- Caprimulgus macrurus
- Caprimulgus andamanicus
- Caprimulgus atripennis
- Caprimulgus manillensis
- Caprimulgus celebensis
- Caprimulgus asiaticus
- Caprimulgus inornatus
- Caprimulgus affinis
- Caprimulgus concretus
- Caprimulgus pulchellus

## Apodidae
- Hydrochous gigas
- Collocalia esculenta
- Collocalia linchi
- Collocalia troglodytes
- Aerodramus unicolor
- Aerodramus infuscatus
- Aerodramus mearnsi
- Aerodramus brevirostris
- Aerodramus rogersi
- Aerodramus vulcanorum
- Aerodramus whiteheadi
- Aerodramus palawanensis
- Aerodramus vanikorensis
- Aerodramus maximus
- Aerodramus fuciphagus
- Aerodramus germani
- Mearnsia picina
- Zoonavena sylvatica
- Rhaphidura leucopygialis
- Hirundapus caudacutus
- Hirundapus cochinchinensis
- Hirundapus giganteus
- Hirundapus celebensis
- Cypsiurus balasiensis
- Cypsiurus parvus
- Tachymarptis melba
- Apus apus
- Apus pallidus
- Apus pacificus
- Apus acuticauda
- Apus affinis
- Apus nipalensis
- Apus caffer

## Hemiprocnidae
- Hemiprocne coronata
- Hemiprocne longipennis
- Hemiprocne comata

## Trogonidae
- Harpactes reinwardtii
- Harpactes mackloti
- Harpactes fasciatus
- Harpactes kasumba
- Harpactes diardii
- Harpactes ardens
- Harpactes whiteheadi
- Harpactes orrhophaeus
- Harpactes duvaucelii
- Harpactes erythrocephalus
- Harpactes oreskios
- Harpactes wardi

## Alcedinidae
- Alcedo hercules
- Alcedo atthis
- Alcedo meninting
- Alcedo euryzona
- Alcedo cyanopectus
- Alcedo argentata
- Alcedo coerulescens
- Ceyx erithaca
- Ceyx melanurus
- Ceyx fallax
- Ceyx rufidorsa
- Ceyx lepidus
- Lacedo pulchella
- Cittura cyanotis
- Pelargopsis amauroptera
- Pelargopsis capensis
- Pelargopsis melanorhyncha
- Halcyon coromanda
- Halcyon smyrnensis
- Halcyon leucocephala
- Halcyon pileata
- Halcyon cyanoventris
- Todiramphus winchelli
- Todiramphus chloris
- Todiramphus enigma
- Todiramphus australasia
- Todiramphus sanctus
- Actenoides concretus
- Actenoides lindsayi
- Actenoides hombroni
- Actenoides monachus
- Actenoides princeps
- Megaceryle lugubris
- Ceryle rudis

## Meropidae
- Nyctyornis amictus
- Nyctyornis athertoni
- Meropogon forsteni
- Merops pusillus
- Merops revoilii
- Merops albicollis
- Merops orientalis
- Merops viridis
- Merops persicus
- Merops philippinus
- Merops ornatus
- Merops apiaster
- Merops leschenaulti

## Coraciidae
- Coracias garrulus
- Coracias abyssinicus
- Coracias noevius
- Coracias benghalensis
- Coracias temminckii
- Eurystomus orientalis

## Upupidae
- Upupa epops

## Bucerotidae
- Tockus nasutus
- Ocyceros griseus
- Ocyceros gingalensis
- Ocyceros birostris
- Anthracoceros coronatus
- Anthracoceros albirostris
- Anthracoceros malayanus
- Anthracoceros marchei
- Anthracoceros montani
- Buceros rhinoceros
- Buceros bicornis
- Buceros hydrocorax
- Buceros vigil
- Anorrhinus austeni
- Anorrhinus tickelli
- Anorrhinus galeritus
- Penelopides manillae
- Penelopides mindorensis
- Penelopides panini
- Penelopides samarensis
- Penelopides affinis
- Penelopides exarhatus
- Aceros comatus
- Aceros nipalensis
- Aceros corrugatus
- Aceros waldeni
- Aceros leucocephalus
- Aceros cassidix
- Aceros undulatus
- Aceros narcondami
- Aceros subruficollis

## Capitonidae
- Psilopogon pyrolophus
- Megalaima virens
- Megalaima lagrandieri
- Megalaima zeylanica
- Megalaima lineata
- Megalaima viridis
- Megalaima faiostricta
- Megalaima corvina
- Megalaima chrysopogon
- Megalaima rafflesii
- Megalaima mystacophanos
- Megalaima javensis
- Megalaima flavifrons
- Megalaima franklinii
- Megalaima oorti
- Megalaima asiatica
- Megalaima monticola
- Megalaima incognita
- Megalaima henricii
- Megalaima armillaris
- Megalaima pulcherrima
- Megalaima australis
- Megalaima eximia
- Megalaima rubricapillus
- Megalaima haemacephala
- Calorhamphus fuliginosus

## Indicatoridaes
- Indicator archipelagicus
- Indicator xanthonotus

## Picidae
- Jynx torquilla
- Picumnus innominatus
- Sasia abnormis
- Sasia ochracea
- Dendrocopos temminckii
- Dendrocopos maculatus
- Dendrocopos moluccensis
- Dendrocopos canicapillus
- Dendrocopos kizuki
- Dendrocopos minor
- Dendrocopos auriceps
- Dendrocopos macei
- Dendrocopos atratus
- Dendrocopos mahrattensis
- Dendrocopos dorae
- Dendrocopos hyperythrus
- Dendrocopos darjellensis
- Dendrocopos cathpharius
- Dendrocopos medius
- Dendrocopos leucotos
- Dendrocopos major
- Dendrocopos syriacus
- Dendrocopos leucopterus
- Dendrocopos assimilis
- Dendrocopos himalayensis
- Picoides tridactylus
- Celeus brachyurus
- Dryocopus javensis
- Dryocopus hodgei
- Dryocopus martius
- Picus mineaceus
- Picus chlorolophus
- Picus puniceus
- Picus flavinucha
- Picus mentalis
- Picus viridanus
- Picus vittatus
- Picus xanthopygaeus
- Picus squamatus
- Picus awokera
- Picus viridis
- Picus rabieri
- Picus erythropygius
- Picus canus
- Dinopium rafflesii
- Dinopium shorii
- Dinopium javanense
- Dinopium benghalense
- Chrysocolaptes festivus
- Chrysocolaptes lucidus
- Gecinulus grantia
- Gecinulus viridis
- Sapheopipo noguchii
- Blythipicus rubiginosus
- Blythipicus pyrrhotis
- Reinwardtipicus validus
- Meiglyptes tristis
- Meiglyptes jugularis
- Meiglyptes tukki
- Hemicircus concretus
- Hemicircus canente
- Mulleripicus fulvus
- Mulleripicus funebris
- Mulleripicus pulverulentus

## Eurylaimidae
- Corydon sumatranus
- Cymbirhynchus macrorhynchos
- Eurylaimus javanicus
- Eurylaimus ochromalus
- Eurylaimus steerii
- Eurylaimus samarensis
- Psarisomus dalhousiae
- Serilophus lunatus
- Calyptomena viridis
- Calyptomena hosii
- Calyptomena whiteheadi

## Pittidae
- Pitta phayrei
- Pitta nipalensis
- Pitta soror
- Pitta oatesi
- Pitta schneideri
- Pitta caerulea
- Pitta cyanea
- Pitta guajana
- Pitta elliotii
- Pitta gurneyi
- Pitta baudii
- Pitta sordida
- Pitta steerii
- Pitta kochi
- Pitta erythrogaster
- Pitta dohertyi
- Pitta arcuata
- Pitta granatina
- Pitta ussheri
- Pitta venusta
- Pitta brachyura
- Pitta nympha
- Pitta moluccensis
- Pitta megarhyncha
- Pitta elegans

## Alaudidae
- Mirafra cantillans
- Mirafra javanica
- Mirafra erythroptera
- Mirafra assamica
- Mirafra affinis
- Mirafra erythrocephala
- Mirafra microptera
- Eremopterix nigriceps
- Eremopterix signatus
- Eremopterix griseus
- Ammomanes cinctura
- Ammomanes phoenicura
- Ammomanes deserti
- Alaemon alaudipes
- Ramphocoris clotbey
- Melanocorypha calandra
- Melanocorypha bimaculata
- Melanocorypha maxima
- Melanocorypha mongolica
- Melanocorypha leucoptera
- Melanocorypha yeltoniensis
- Calandrella brachydactyla
- Calandrella blanfordi
- Calandrella acutirostris
- Calandrella rufescens
- Calandrella cinerea
- Calandrella raytal
- Eremalauda dunni
- Chersophilus duponti
- Galerida cristata
- Galerida malabarica
- Galerida deva
- Lullula arborea
- Alauda arvensis
- Alauda gulgula
- Eremophila alpestris
- Eremophila bilopha

## Hirundinidae
- Pseudochelidon sirintarae
- Tachycineta bicolor
- Riparia riparia
- Riparia diluta
- Riparia paludicola
- Riparia cincta
- Petrochelidon pyrrhonota
- Petrochelidon nigricans
- Petrochelidon fluvicola
- Petrochelidon ariel
- Ptyonoprogne rupestris
- Ptyonoprogne fuligula
- Ptyonoprogne concolor
- Hirundo rustica
- Hirundo aethiopica
- Hirundo tahitica
- Hirundo smithii
- Cecropis abyssinica
- Cecropis daurica
- Cecropis striolata
- Cecropis badia
- Delichon urbicum
- Delichon dasypus
- Delichon nipalense

## Motacillidae
- Dendronanthus indicus
- Motacilla alba
- Motacilla samveasnae
- Motacilla lugens
- Motacilla grandis
- Motacilla madaraspatensis
- Motacilla citreola
- Motacilla flava
- Motacilla tschutschensis
- Motacilla cinerea
- Tmetothylacus tenellus
- Anthus rufulus
- Anthus richardi
- Anthus campestris
- Anthus godlewskii
- Anthus similis
- Anthus trivialis
- Anthus hodgsoni
- Anthus gustavi
- Anthus pratensis
- Anthus cervinus
- Anthus roseatus
- Anthus petrosus
- Anthus spinoletta
- Anthus sylvanus
- Anthus rubescens
- Anthus nilghiriensis

## Campephagidae
- Coracina macei
- Coracina larvata
- Coracina javensis
- Coracina schistacea
- Coracina personata
- Coracina novaehollandiae
- Coracina striata
- Coracina bicolor
- Coracina temminckii
- Coracina leucopygia
- Coracina abbotti
- Coracina tenuirostris
- Coracina coerulescens
- Coracina sula
- Coracina mindanensis
- Coracina morio
- Coracina mcgregori
- Coracina polioptera
- Coracina ostenta
- Coracina melaschistos
- Coracina fimbriata
- Coracina melanoptera
- Lalage melanoleuca
- Lalage nigra
- Lalage leucopygialis
- Lalage sueurii
- Pericrocotus roseus
- Pericrocotus cantonensis
- Pericrocotus divaricatus
- Pericrocotus cinnamomeus
- Pericrocotus tegimae
- Pericrocotus igneus
- Pericrocotus erythropygius
- Pericrocotus ethologus
- Pericrocotus brevirostris
- Pericrocotus miniatus
- Pericrocotus flammeus
- Pericrocotus solaris
- Hemipus picatus
- Hemipus hirundinaceus

## Eupetidae
- Eupetes macrocerus

## Pycnonotidae
- Spizixos canifrons
- Spizixos semitorques
- Pycnonotus zeylanicus
- Pycnonotus striatus
- Pycnonotus leucogrammicus
- Pycnonotus tympanistrigus
- Pycnonotus melanoleucos
- Pycnonotus priocephalus
- Pycnonotus atriceps
- Pycnonotus melanicterus
- Pycnonotus taivanus
- Pycnonotus squamatus
- Pycnonotus cyaniventris
- Pycnonotus jocosus
- Pycnonotus xanthorrhous
- Pycnonotus sinensis
- Pycnonotus xanthopygos
- Pycnonotus leucotis
- Pycnonotus leucogenys
- Pycnonotus cafer
- Pycnonotus aurigaster
- Pycnonotus eutilotus
- Pycnonotus nieuwenhuisii
- Pycnonotus urostictus
- Pycnonotus bimaculatus
- Pycnonotus finlaysoni
- Pycnonotus xantholaemus
- Pycnonotus penicillatus
- Pycnonotus flavescens
- Pycnonotus luteolus
- Pycnonotus goiavier
- Pycnonotus plumosus
- Pycnonotus blanfordi
- Pycnonotus simplex
- Pycnonotus brunneus
- Pycnonotus erythropthalmos
- Alophoixus finschii
- Alophoixus flaveolus
- Alophoixus pallidus
- Alophoixus ochraceus
- Alophoixus bres
- Alophoixus phaeocephalus
- Alophoixus affinis
- Setornis criniger
- Tricholestes criniger
- Iole virescens
- Iole propinqua
- Iole olivacea
- Iole indica
- Ixos palawanensis
- Ixos philippinus
- Ixos siquijorensis
- Ixos amaurotis
- Ixos everetti
- Ixos rufigularis
- Ixos malaccensis
- Ixos mcclellandii
- Ixos virescens
- Hemixos flavala
- Hemixos castanonotus
- Hypsipetes leucocephalus
- Hypsipetes virescens
- Hypsipetes thompsoni

## Regulidae
- Regulus calendula
- Regulus regulus
- Regulus goodfellowi
- Regulus ignicapilla

## Chloropseidae
- Chloropsis flavipennis
- Chloropsis palawanensis
- Chloropsis sonnerati
- Chloropsis cyanopogon
- Chloropsis cochinchinensis
- Chloropsis aurifrons
- Chloropsis hardwickii
- Chloropsis venusta

## Aegithinidae
- Aegithina tiphia
- Aegithina nigrolutea
- Aegithina viridissima
- Aegithina lafresnayei

## Bombycillidae
- Bombycilla garrulus
- Bombycilla japonica

## Hypocoliidae
- Hypocolius ampelinus

## Cinclidae
- Cinclus cinclus
- Cinclus pallasii

## Troglodytidae
- Troglodytes troglodytes

## Prunellidae
- Prunella collaris
- Prunella himalayana
- Prunella rubeculoides
- Prunella strophiata
- Prunella montanella
- Prunella ocularis
- Prunella fagani
- Prunella fulvescens
- Prunella atrogularis
- Prunella koslowi
- Prunella modularis
- Prunella rubida
- Prunella immaculata

## Turdidae
- Monticola saxatilis
- Monticola rufocinereus
- Monticola cinclorhynchus
- Monticola gularis
- Monticola rufiventris
- Monticola solitarius
- Myophonus blighi
- Myophonus melanurus
- Myophonus glaucinus
- Myophonus castaneus
- Myophonus borneensis
- Myophonus robinsoni
- Myophonus horsfieldii
- Myophonus insularis
- Myophonus caeruleus
- Geomalia heinrichi
- Zoothera interpres
- Zoothera leucolaema
- Zoothera dohertyi
- Zoothera erythronota
- Zoothera mendeni
- Zoothera wardii
- Zoothera cinerea
- Zoothera peronii
- Zoothera citrina
- Zoothera everetti
- Zoothera sibirica
- Zoothera spiloptera
- Zoothera andromedae
- Zoothera mollissima
- Zoothera dixoni
- Zoothera dauma
- Zoothera monticola
- Zoothera marginata
- Zoothera terrestris
- Cataponera turdoides
- Catharus minimus
- Turdus menachensis
- Turdus hortulorum
- Turdus unicolor
- Turdus dissimilis
- Turdus cardis
- Turdus albocinctus
- Turdus torquatus
- Turdus boulboul
- Turdus merula
- Turdus poliocephalus
- Turdus rubrocanus
- Turdus kessleri
- Turdus feae
- Turdus obscurus
- Turdus pallidus
- Turdus chrysolaus
- Turdus celaenops
- Turdus ruficollis
- Turdus naumanni
- Turdus pilaris
- Turdus iliacus
- Turdus philomelos
- Turdus mupinensis
- Turdus viscivorus
- Chlamydochaera jefferyi
- Brachypteryx hyperythra
- Brachypteryx stellata
- Brachypteryx major
- Brachypteryx leucophrys
- Brachypteryx montana
- Heinrichia calligyna

## Cisticolidae
- Cisticola juncidis
- Cisticola exilis
- Rhopophilus pekinensis
- Scotocerca inquieta
- Prinia burnesii
- Prinia cinerascens
- Prinia crinigera
- Prinia polychroa
- Prinia atrogularis
- Prinia cinereocapilla
- Prinia buchanani
- Prinia rufescens
- Prinia hodgsonii
- Prinia familiaris
- Prinia gracilis
- Prinia sylvatica
- Prinia flaviventris
- Prinia socialis
- Prinia inornata

## Sylviidae
- Tesia castaneocoronata
- Tesia superciliaris
- Tesia olivea
- Tesia cyaniventer
- Urosphena subulata
- Urosphena whiteheadi
- Urosphena squameiceps
- Cettia canturians
- Cettia pallidipes
- Cettia diphone
- Cettia seebohmi
- Cettia fortipes
- Cettia vulcania
- Cettia major
- Cettia flavolivacea
- Cettia acanthizoides
- Cettia brunnifrons
- Cettia cetti
- Bradypterus thoracicus
- Bradypterus major
- Bradypterus tacsanowskius
- Bradypterus seebohmi
- Bradypterus luteoventris
- Bradypterus alishanensis
- Bradypterus palliseri
- Bradypterus accentor
- Bradypterus caudatus
- Bradypterus castaneus
- Locustella lanceolata
- Locustella naevia
- Locustella certhiola
- Locustella ochotensis
- Locustella pleskei
- Locustella fluviatilis
- Locustella luscinioides
- Locustella fasciolata
- Locustella amnicola
- Acrocephalus melanopogon
- Acrocephalus paludicola
- Acrocephalus schoenobaenus
- Acrocephalus sorghophilus
- Acrocephalus bistrigiceps
- Acrocephalus agricola
- Acrocephalus concinens
- Acrocephalus scirpaceus
- Acrocephalus baeticatus
- Acrocephalus dumetorum
- Acrocephalus palustris
- Acrocephalus arundinaceus
- Acrocephalus orientalis
- Acrocephalus stentoreus
- Acrocephalus orinus
- Acrocephalus griseldis
- Acrocephalus aedon
- Hippolais caligata
- Hippolais rama
- Hippolais pallida
- Hippolais Hippolais olivetorum
- Hippolais polyglotta
- Hippolais icterina
- Orthotomus cuculatus
- Orthotomus sutorius
- Orthotomus heterolaemus
- Orthotomus atrogularis
- Orthotomus castaneiceps
- Orthotomus frontalis
- Orthotomus derbianus
- Orthotomus sericeus
- Orthotomus ruficeps
- Orthotomus sepium
- Orthotomus samarensis
- Orthotomus nigriceps
- Orthotomus cinereiceps
- Leptopoecile sophiae
- Leptopoecile elegans
- Phylloscopus umbrovirens
- Phylloscopus trochilus
- Phylloscopus collybita
- Phylloscopus sindianus
- Phylloscopus neglectus
- Phylloscopus bonelli
- Phylloscopus orientalis
- Phylloscopus sibilatrix
- Phylloscopus fuscatus
- Phylloscopus fuligiventer
- Phylloscopus affinis
- Phylloscopus subaffinis
- Phylloscopus griseolus
- Phylloscopus armandii
- Phylloscopus schwarzi
- Phylloscopus pulcher
- Phylloscopus maculipennis
- Phylloscopus chloronotus
- Phylloscopus proregulus
- Phylloscopus forresti
- Phylloscopus kansuensis
- Phylloscopus yunnanensis
- Phylloscopus subviridis
- Phylloscopus inornatus
- Phylloscopus humei
- Phylloscopus borealis
- Phylloscopus trochiloides
- Phylloscopus tenellipes
- Phylloscopus borealoides
- Phylloscopus magnirostris
- Phylloscopus tytleri
- Phylloscopus occipitalis
- Phylloscopus coronatus
- Phylloscopus ijimae
- Phylloscopus reguloides
- Phylloscopus hainanus
- Phylloscopus emeiensis
- Phylloscopus davisoni
- Phylloscopus cantator
- Phylloscopus ricketti
- Phylloscopus cebuensis
- Phylloscopus trivirgatus
- Phylloscopus sarasinorum
- Phylloscopus presbytes
- Phylloscopus olivaceus
- Seicercus burkii
- Seicercus tephrocephalus
- Seicercus soror
- Seicercus whistleri
- Seicercus valentini
- Seicercus xanthoschistos
- Seicercus affinis
- Seicercus poliogenys
- Seicercus castaniceps
- Seicercus montis
- Seicercus grammiceps
- Abroscopus albogularis
- Abroscopus superciliaris
- Abroscopus schisticeps
- Tickellia hodgsoni
- Megalurus pryeri
- Megalurus timoriensis
- Megalurus palustris
- Buettikoferella bivittata
- Chaetornis striata
- Graminicola bengalensis
- Schoenicola platyurus
- Sylvia buryi
- Sylvia atricapilla
- Sylvia borin
- Sylvia communis
- Sylvia curruca
- Sylvia minula
- Sylvia margelanica
- Sylvia althaea
- Sylvia nana
- Sylvia nisoria
- Sylvia hortensis
- Sylvia crassirostris
- Sylvia leucomelaena
- Sylvia rueppelli
- Sylvia cantillans
- Sylvia melanocephala
- Sylvia melanothorax
- Sylvia mystacea
- Sylvia conspicillata

## Muscicapidae
- Rhinomyias brunneatus
- Rhinomyias umbratilis
- Rhinomyias olivaceus
- Rhinomyias ruficauda
- Rhinomyias colonus
- Rhinomyias gularis
- Rhinomyias insignis
- Rhinomyias albigularis
- Rhinomyias goodfellowi
- Muscicapa striata
- Muscicapa gambagae
- Muscicapa griseisticta
- Muscicapa sibirica
- Muscicapa dauurica
- Muscicapa williamsoni
- Muscicapa randi
- Muscicapa ruficauda
- Muscicapa muttui
- Muscicapa ferruginea
- Ficedula hypoleuca
- Ficedula albicollis
- Ficedula semitorquata
- Ficedula zanthopygia
- Ficedula narcissina
- Ficedula beijingnica
- Ficedula mugimaki
- Ficedula hodgsonii
- Ficedula strophiata
- Ficedula parva
- Ficedula albicilla
- Ficedula subrubra
- Ficedula hyperythra
- Ficedula monileger
- Ficedula solitaris
- Ficedula dumetoria
- Ficedula rufigula
- Ficedula basilanica
- Ficedula platenae
- Ficedula crypta
- Ficedula disposita
- Ficedula bonthaina
- Ficedula westermanni
- Ficedula superciliaris
- Ficedula tricolor
- Ficedula nigrorufa
- Ficedula sapphira
- Ficedula timorensis
- Cyanoptila cyanomelana
- Eumyias thalassinus
- Eumyias sordidus
- Eumyias panayensis
- Eumyias albicaudatus
- Eumyias indigo
- Niltava grandis
- Niltava macgrigoriae
- Niltava davidi
- Niltava sundara
- Niltava sumatrana
- Niltava vivida
- Cyornis sanfordi
- Cyornis hoevelli
- Cyornis hyacinthinus
- Cyornis concretus
- Cyornis ruckii
- Cyornis herioti
- Cyornis hainanus
- Cyornis pallipes
- Cyornis poliogenys
- Cyornis unicolor
- Cyornis rubeculoides
- Cyornis banyumas
- Cyornis caerulatus
- Cyornis turcosus
- Cyornis lemprieri
- Cyornis superbus
- Cyornis tickelliae
- Cyornis rufigastra
- Cyornis omissus
- Muscicapella hodgsoni
- Culicicapa ceylonensis
- Culicicapa helianthea
- Erithacus rubecula
- Erithacus akahige
- Erithacus komadori
- Luscinia sibilans
- Luscinia luscinia
- Luscinia megarhynchos
- Luscinia calliope
- Luscinia pectoralis
- Luscinia svecica
- Luscinia ruficeps
- Luscinia obscura
- Luscinia pectardens
- Luscinia brunnea
- Luscinia cyane
- Tarsiger cyanurus
- Tarsiger chrysaeus
- Tarsiger indicus
- Tarsiger hyperythrus
- Tarsiger johnstoniae
- Irania gutturalis
- Cercotrichas galactotes
- Cercotrichas podobe
- Copsychus saularis
- Copsychus malabaricus
- Copsychus luzoniensis
- Copsychus niger
- Copsychus cebuensis
- Trichixos pyrropygus
- Saxicoloides fulicatus
- Phoenicurus alaschanicus
- Phoenicurus erythronotus
- Phoenicurus caeruleocephala
- Phoenicurus ochruros
- Phoenicurus phoenicurus
- Phoenicurus hodgsoni
- Phoenicurus schisticeps
- Phoenicurus auroreus
- Phoenicurus erythrogastrus
- Phoenicurus frontalis
- Chaimarrornis leucocephalus
- Rhyacornis fuliginosa
- Rhyacornis bicolor
- Hodgsonius phaenicuroides
- Cinclidium leucurum
- Cinclidium diana
- Cinclidium frontale
- Grandala coelicolor
- Enicurus scouleri
- Enicurus velatus
- Enicurus ruficapillus
- Enicurus immaculatus
- Enicurus schistaceus
- Enicurus leschenaulti
- Enicurus maculatus
- Cochoa purpurea
- Cochoa viridis
- Cochoa beccarii
- Cochoa azurea
- Saxicola rubetra
- Saxicola macrorhynchus
- Saxicola insignis
- Saxicola rubicola
- Saxicola maurus
- Saxicola torquatus
- Saxicola leucurus
- Saxicola caprata
- Saxicola jerdoni
- Saxicola ferreus
- Saxicola gutturalis
- Oenanthe leucopyga
- Oenanthe monacha
- Oenanthe albonigra
- Oenanthe leucura
- Oenanthe oenanthe
- Oenanthe lugens
- Oenanthe finschii
- Oenanthe picata
- Oenanthe moesta
- Oenanthe pleschanka
- Oenanthe cypriaca
- Oenanthe hispanica
- Oenanthe xanthoprymna
- Oenanthe deserti
- Oenanthe isabellina
- Oenanthe bottae
- Cercomela fusca
- Cercomela melanura

## Rhipiduridae
- Rhipidura hypoxantha
- Rhipidura superciliaris
- Rhipidura cyaniceps
- Rhipidura phoenicura
- Rhipidura nigrocinnamomea
- Rhipidura albicollis
- Rhipidura albogularis
- Rhipidura euryura
- Rhipidura aureola
- Rhipidura rufiventris
- Rhipidura javanica
- Rhipidura perlata
- Rhipidura teysmanni
- Rhipidura rufifrons

## Monarchidae
- Hypothymis helenae
- Hypothymis azurea
- Hypothymis puella
- Hypothymis coelestis
- Eutrichomyias rowleyi
- Terpsiphone viridis
- Terpsiphone atrocaudata
- Terpsiphone cyanescens
- Terpsiphone cinnamomea
- Terpsiphone paradisi
- Monarcha cinerascens
- Monarcha trivirgatus
- Monarcha everetti
- Myiagra ruficollis

## Pachycephalidae
- Hylocitrea bonensis
- Coracornis raveni
- Pachycephala grisola
- Pachycephala albiventris
- Pachycephala homeyeri
- Pachycephala hypoxantha
- Pachycephala sulfuriventer
- Pachycephala philippinensis
- Pachycephala orpheus
- Pachycephala pectoralis
- Pachycephala griseonota
- Colluricincla sanghirensis

## Timaliidae
- Malia grata
- Garrulax cinereifrons
- Garrulax palliatus
- Garrulax rufifrons
- Garrulax perspicillatus
- Garrulax albogularis
- Garrulax leucolophus
- Garrulax monileger
- Garrulax pectoralis
- Garrulax lugubris
- Garrulax striatus
- Garrulax strepitans
- Garrulax milleti
- Garrulax maesi
- Garrulax ruficollis
- Garrulax nuchalis
- Garrulax chinensis
- Garrulax vassali
- Garrulax galbanus
- Garrulax delesserti
- Garrulax gularis
- Garrulax davidi
- Garrulax sukatschewi
- Garrulax cineraceus
- Garrulax rufogularis
- Garrulax konkakinhensis
- Garrulax ocellatus
- Garrulax lunulatus
- Garrulax bieti
- Garrulax maximus
- Garrulax caerulatus
- Garrulax poecilorhynchus
- Garrulax mitratus
- Garrulax merulinus
- Garrulax canorus
- Garrulax sannio
- Garrulax cachinnans
- Garrulax jerdoni
- Garrulax lineatus
- Garrulax virgatus
- Garrulax subunicolor
- Garrulax austeni
- Garrulax squamatus
- Garrulax elliotii
- Garrulax variegatus
- Garrulax henrici
- Garrulax affinis
- Garrulax morrisonianus
- Garrulax erythrocephalus
- Garrulax ngoclinhensis
- Garrulax yersini
- Garrulax formosus
- Garrulax milnei
- Liocichla omeiensis
- Liocichla steerii
- Liocichla phoenicea
- Trichastoma rostratum
- Trichastoma celebense
- Trichastoma bicolor
- Trichastoma woodi
- Malacocincla abbotti
- Malacocincla sepiaria
- Malacocincla malaccensis
- Malacocincla cinereiceps
- Pellorneum fuscocapillus
- Pellorneum palustre
- Pellorneum tickelli
- Pellorneum pyrrogenys
- Pellorneum albiventre
- Pellorneum ruficeps
- Pellorneum capistratum
- Malacopteron palawanense
- Malacopteron magnirostre
- Malacopteron affine
- Malacopteron cinereum
- Malacopteron magnum
- Malacopteron albogulare
- Pomatorhinus hypoleucos
- Pomatorhinus erythrocnemis
- Pomatorhinus erythrogenys
- Pomatorhinus horsfieldii
- Pomatorhinus schisticeps
- Pomatorhinus montanus
- Pomatorhinus ruficollis
- Pomatorhinus ochraceiceps
- Pomatorhinus ferruginosus
- Xiphirhynchus superciliaris
- Jabouilleia danjoui
- Rimator malacoptilus
- Ptilocichla leucogrammica
- Ptilocichla mindanensis
- Ptilocichla falcata
- Kenopia striata
- Napothera macrodactyla
- Napothera rufipectus
- Napothera atrigularis
- Napothera marmorata
- Napothera crispifrons
- Napothera brevicaudata
- Napothera crassa
- Napothera rabori
- Napothera epilepidota
- Pnoepyga albiventer
- Pnoepyga immaculata
- Pnoepyga pusilla
- Spelaeornis caudatus
- Spelaeornis badeigularis
- Spelaeornis troglodytoides
- Spelaeornis formosus
- Spelaeornis chocolatinus
- Spelaeornis longicaudatus
- Sphenocichla humei
- Stachyris rodolphei
- Stachyris ambigua
- Stachyris rufifrons
- Stachyris ruficeps
- Stachyris pyrrhops
- Stachyris chrysaea
- Stachyris plateni
- Stachyris dennistouni
- Stachyris nigrocapitata
- Stachyris capitalis
- Stachyris speciosa
- Stachyris whiteheadi
- Stachyris striata
- Stachyris latistriata
- Stachyris nigrorum
- Stachyris hypogrammica
- Stachyris grammiceps
- Stachyris herberti
- Stachyris nigriceps
- Stachyris poliocephala
- Stachyris oglei
- Stachyris striolata
- Stachyris leucotis
- Stachyris nigricollis
- Stachyris thoracica
- Stachyris maculata
- Stachyris erythroptera
- Stachyris melanothorax
- Dumetia hyperythra
- Rhopocichla atriceps
- Macronous gularis
- Macronous flavicollis
- Macronous kelleyi
- Macronous striaticeps
- Macronous ptilosus
- Micromacronus leytensis
- Timalia pileata
- Chrysomma sinense
- Chrysomma altirostre
- Chrysomma poecilotis
- Turdoides nipalensis
- Turdoides altirostris
- Turdoides caudata
- Turdoides earlei
- Turdoides gularis
- Turdoides longirostris
- Turdoides malcolmi
- Turdoides squamiceps
- Turdoides subrufa
- Turdoides striata
- Turdoides rufescens
- Turdoides affinis
- Babax lanceolatus
- Babax waddelli
- Babax koslowi
- Leiothrix argentauris
- Leiothrix lutea
- Cutia nipalensis
- Pteruthius rufiventer
- Pteruthius flaviscapis
- Pteruthius xanthochlorus
- Pteruthius melanotis
- Pteruthius aenobarbus
- Gampsorhynchus rufulus
- Actinodura egertoni
- Actinodura ramsayi
- Actinodura sodangorum
- Actinodura nipalensis
- Actinodura waldeni
- Actinodura souliei
- Actinodura morrisoniana
- Minla cyanouroptera
- Minla strigula
- Minla ignotincta
- Alcippe chrysotis
- Alcippe variegaticeps
- Alcippe cinerea
- Alcippe castaneceps
- Alcippe vinipectus
- Alcippe striaticollis
- Alcippe ruficapilla
- Alcippe cinereiceps
- Alcippe ludlowi
- Alcippe rufogularis
- Alcippe brunnea
- Alcippe dubia
- Alcippe brunneicauda
- Alcippe poioicephala
- Alcippe morrisonia
- Alcippe pyrrhoptera
- Alcippe peracensis
- Alcippe nipalensis
- Crocias Crocias albonotatus
- Heterophasia annectens
- Heterophasia capistrata
- Heterophasia gracilis
- Heterophasia melanoleuca
- Heterophasia desgodinsi
- Heterophasia auricularis
- Heterophasia pulchella
- Heterophasia picaoides
- Yuhina castaniceps
- Yuhina everetti
- Yuhina bakeri
- Yuhina flavicollis
- Yuhina humilis
- Yuhina gularis
- Yuhina diademata
- Yuhina occipitalis
- Yuhina brunneiceps
- Yuhina nigrimenta
- Yuhina zantholeuca
- Myzornis pyrrhoura

## Paradoxornithidae
- Panurus biarmicus
- Conostoma oemodium
- Paradoxornis unicolor
- Paradoxornis gularis
- Paradoxornis paradoxus
- Paradoxornis flavirostris
- Paradoxornis guttaticollis
- Paradoxornis conspicillatus
- Paradoxornis webbianus
- Paradoxornis brunneus
- Paradoxornis alphonsianus
- Paradoxornis zappeyi
- Paradoxornis przewalskii
- Paradoxornis fulvifrons
- Paradoxornis nipalensis
- Paradoxornis verreauxi
- Paradoxornis davidianus
- Paradoxornis atrosuperciliaris
- Paradoxornis ruficeps
- Paradoxornis heudei

## Aegithalidae
- Aegithalos caudatus
- Aegithalos leucogenys
- Aegithalos concinnus
- Aegithalos niveogularis
- Aegithalos iouschistos
- Aegithalos fuliginosus
- Psaltria exilis

## Acanthizidae
- Gerygone sulphurea
- Gerygone inornata
- Gerygone dorsalis

## Paridae
- Poecile lugubris
- Poecile palustris
- Poecile hypermelaenus
- Poecile hyrcana
- Poecile montana
- Poecile songara
- Poecile superciliosa
- Poecile davidi
- Poecile cincta
- Periparus ater
- Periparus rufonuchalis
- Periparus rubidiventris
- Periparus melanolophus
- Pardaliparus venustulus
- Pardaliparus elegans
- Pardaliparus amabilis
- Lophophanes cristatus
- Lophophanes dichrous
- Parus major
- Parus bokharensis
- Parus monticolus
- Parus nuchalis
- Parus xanthogenys
- Parus spilonotus
- Macholophus holsti
- Cyanistes caeruleus
- Cyanistes cyanus
- Cyanistes flavipectus
- Sittiparus semilarvatus
- Sittiparus varius
- Sylviparus modestus
- Melanochlora sultanea
- Pseudopodoces humilis

## Sittidae
- Sitta castanea
- Sitta europaea
- Sitta nagaensis
- Sitta cashmirensis
- Sitta himalayensis
- Sitta victoriae
- Sitta krueperi
- Sitta villosa
- Sitta yunnanensis
- Sitta leucopsis
- Sitta neumayer
- Sitta tephronota
- Sitta frontalis
- Sitta soSitta oenochlamys
- Sitta azurea
- Sitta magna
- Sitta formosa

## Tichodromidae
- Tichodroma muraria

## Certhiidae
- Certhia familiaris
- Certhia tianquanensis
- Certhia brachydactyla
- Certhia himalayana
- Certhia nipalensis
- Certhia discolor
- Salpornis spilonotus

## Rhabdornithidae
- Rhabdornis mysticalis
- Rhabdornis grandis
- Rhabdornis inornatus

## Remizidae
- Remiz pendulinus
- Remiz macronyx
- Remiz coronatus
- Remiz consobrinus
- Cephalopyrus flammiceps

## Nectarinidae
- Chalcoparia singalensis
- Anthreptes simplex
- Anthreptes malacensis
- Anthreptes rhodolaemus
- Hedydipna metallica
- Hypogramma hypogrammicum
- Leptocoma zeylonica
- Leptocoma minima
- Leptocoma calcostetha
- Leptocoma sperata
- Leptocoma sericea
- Cinnyris osea
- Cinnyris habessinicus
- Cinnyris asiaticus
- Cinnyris jugularis
- Cinnyris solaris
- Cinnyris lotenius
- Aethopyga primigenia
- Aethopyga boltoni
- Aethopyga linaraborae
- Aethopyga flagrans
- Aethopyga pulcherrima
- Aethopyga duyvenbodei
- Aethopyga shelleyi
- Aethopyga bella
- Aethopyga gouldiae
- Aethopyga eximia
- Aethopyga nipalensis
- Aethopyga christinae
- Aethopyga saturata
- Aethopyga vigorsii
- Aethopyga siparaja
- Aethopyga mystacalis
- Aethopyga temminckii
- Aethopyga ignicauda
- Arachnothera crassirostris
- Arachnothera flavigaster
- Arachnothera robusta
- Arachnothera longirostra
- Arachnothera chrysogenys
- Arachnothera clarae
- Arachnothera modesta
- Arachnothera affinis
- Arachnothera magna
- Arachnothera juliae

## Dicaeidae
- Prionochilus olivaceus
- Prionochilus maculatus
- Prionochilus percussus
- Prionochilus plateni
- Prionochilus xanthopygius
- Prionochilus thoracicus
- Dicaeum agile
- Dicaeum everetti
- Dicaeum proprium
- Dicaeum chrysorrheum
- Dicaeum melanoxanthum
- Dicaeum vincens
- Dicaeum aureolimbatum
- Dicaeum nigrilore
- Dicaeum anthonyi
- Dicaeum bicolor
- Dicaeum quadricolor
- Dicaeum australe
- Dicaeum haematostictum
- Dicaeum retrocinctum
- Dicaeum trigonostigma
- Dicaeum erythrorhynchos
- Dicaeum concolor
- Dicaeum hypoleucum
- Dicaeum pygmaeum
- Dicaeum nehrkorni
- Dicaeum maugei
- Dicaeum ignipectus
- Dicaeum monticolum
- Dicaeum celebicum
- Dicaeum sanguinolentum
- Dicaeum cruentatum
- Dicaeum trochileum

## Zosteropidae
- Zosterops abyssinicus
- Zosterops ceylonensis
- Zosterops erythropleurus
- Zosterops palpebrosus
- Zosterops japonicus
- Zosterops meyeni
- Zosterops salvadorii
- Zosterops atricapilla
- Zosterops everetti
- Zosterops nigrorum
- Zosterops montanus
- Zosterops flavus
- Zosterops chloris
- Zosterops citrinella
- Zosterops consobrinorum
- Zosterops anomalus
- Zosterops atrifrons
- Zosterops nehrkorni
- Lophozosterops javanicus
- Lophozosterops squamiceps
- Lophozosterops goodfellowi
- Oculocincta squamifrons
- Heleia muelleri
- Chlorocharis emiliae
- Hypocryptadius cinnamomeus

## Meliphagidae
- Lichmera limbata
- Lichmera flavicans
- Myzomela chloroptera
- Myzomela vulnerata
- Meliphaga reticulata
- Apalopteron familiare
- Philemon inornatus
- Philemon buceroides
- Myza celebensis
- Myza sarasinorum

## Oriolidae
- Oriolus melanotis
- Oriolus xanthonotus
- Oriolus albiloris
- Oriolus steerii
- Oriolus isabellae
- Oriolus oriolus
- Oriolus chinensis
- Oriolus tenuirostris
- Oriolus xanthornus
- Oriolus hosii
- Oriolus cruentus
- Oriolus traillii
- Oriolus mellianus
- Sphecotheres viridis

## Irenidae
- Irena puella
- Irena cyanogastra

## Laniidae
- Lanius tigrinus
- Lanius bucephalus
- Lanius collurio
- Lanius isabellinus
- Lanius cristatus
- Lanius collurioides
- Lanius vittatus
- Lanius schach
- Lanius tephronotus
- Lanius validirostris
- Lanius excubitor
- Lanius meridionalis
- Lanius minor
- Lanius sphenocercus
- Lanius nubicus
- Lanius senator

## Malaconotidae
- Tchagra senegalus
- Tephrodornis gularis
- Tephrodornis pondicerianus

## Prionopidea
- Philentoma pyrhoptera
- Philentoma velata

## Dicruridae
- Dicrurus macrocercus
- Dicrurus leucophaeus
- Dicrurus caerulescens
- Dicrurus annectans
- Dicrurus aeneus
- Dicrurus remifer
- Dicrurus hottentottus
- Dicrurus balicassius
- Dicrurus montanus
- Dicrurus sumatranus
- Dicrurus densus
- Dicrurus bracteatus
- Dicrurus andamanensis
- Dicrurus paradiseus

## Grallinidae
- Grallina cyanoleuca

## Artamidae
- Artamus fuscus
- Artamus monachus
- Artamus leucorynchus
- Artamus cinereus

## Pityriaseidae
- Pityriasis gymnocephala

## Corvidae
- Platylophus galericulatus
- Platysmurus leucopterus
- Perisoreus infaustus
- Perisoreus internigrans
- Garrulus glandarius
- Garrulus lanceolatus
- Garrulus lidthi
- Cyanopica cyanus
- Urocissa ornata
- Urocissa caerulea
- Urocissa flavirostris
- Urocissa erythrorhyncha
- Urocissa whiteheadi
- Cissa chinensis
- Cissa hypoleuca
- Cissa thalassina
- Dendrocitta vagabunda
- Dendrocitta formosae
- Dendrocitta occipitalis
- Dendrocitta cinerascens
- Dendrocitta leucogastra
- Dendrocitta frontalis
- Dendrocitta bayleyi
- Crypsirina temia
- Crypsirina cucullata
- Temnurus temnurus
- Pica pica
- Podoces hendersoni
- Podoces biddulphi
- Podoces panderi
- Podoces pleskei
- Nucifraga caryocatactes
- Pyrrhocorax pyrrhocorax
- Pyrrhocorax graculus
- Corvus monedula
- Corvus dauuricus
- Corvus splendens
- Corvus enca
- Corvus typicus
- Corvus frugilegus
- Corvus corone
- Corvus cornix
- Corvus macrorhynchos
- Corvus orru
- Corvus torquatus
- Corvus ruficollis
- Corvus rhipidurus
- Corvus corax

## Sturnidae
- Aplonis metallica
- Aplonis panayensis
- Aplonis mysolensis
- Aplonis minor
- Basilornis celebensis
- Basilornis galeatus
- Basilornis mirandus
- Sarcops calvus
- Streptocitta albicollis
- Streptocitta albertinae
- Enodes erythrophris
- Scissirostrum dubium
- Saroglossa spiloptera
- Ampeliceps coronatus
- Gracula religiosa
- Gracula indica
- Gracula enganensis
- Gracula robusta
- Gracula ptilogenys
- Acridotheres grandis
- Acridotheres cristatellus
- Acridotheres javanicus
- Acridotheres cinereus
- Acridotheres fuscus
- Acridotheres albocinctus
- Acridotheres ginginianus
- Acridotheres tristis
- Acridotheres burmannicus
- Acridotheres melanopterus
- Leucopsar rothschildi
- Gracupica nigricollis
- Gracupica contra
- Sturnia sturnina
- Sturnia philippensis
- Sturnia sinensis
- Sturnia malabarica
- Sturnia erythropygia
- Sturnia albofrontata
- Temenuchus pagodarum
- Pastor roseus
- Sturnus sericeus
- Sturnus cineraceus
- Sturnus vulgaris
- Creatophora cinerea
- Cinnyricinclus leucogaster
- Onychognathus tristramii

## Passeridae
- Passer ammodendri
- Passer domesticus
- Passer hispaniolensis
- Passer pyrrhonotus
- Passer rutilans
- Passer flaveolus
- Passer moabiticus
- Passer simplex
- Passer montanus
- Passer euchlorus
- Petronia xanthocollis
- Petronia dentata
- Petronia petronia
- Carpospiza brachydactyla
- Montifringilla nivalis
- Montifringilla adamsi
- Montifringilla taczanowskii
- Montifringilla davidiana
- Montifringilla ruficollis
- Montifringilla blanfordi
- Montifringilla theresae

## Ploceidae
- Ploceus galbula
- Ploceus manyar
- Ploceus philippinus
- Ploceus hypoxanthus
- Ploceus megarhynchus
- Ploceus benghalensis
- Foudia madagascariensis

## Estrildidae
- Estrilda rufibarba
- Amandava amandava
- Sporaeginthus formosus
- Sporaeginthus subflavus
- Taeniopygia guttata
- Erythrura hyperythra
- Erythrura prasina
- Erythrura viridifacies
- Erythrura tricolor
- Erythrura trichroa
- Erythrura coloria
- Euodice cantans
- Euodice malabarica
- Lonchura striata
- Lonchura leucogastroides
- Lonchura fuscans
- Lonchura molucca
- Lonchura kelaarti
- Lonchura punctulata
- Lonchura leucogastra
- Lonchura malacca
- Lonchura atricapilla
- Lonchura ferruginosa
- Lonchura quinticolor
- Lonchura maja
- Lonchura pallida
- Padda oryzivora
- Padda fuscata

## Fringillidae
- Fringilla coelebs
- Fringilla montifringilla
- Rhynchostruthus socotranus
- Leucosticte nemoricola
- Leucosticte brandti
- Leucosticte sillemi
- Leucosticte arctoa
- Pinicola enucleator
- Pinicola subhimachala
- Carpodacus rubescens
- Carpodacus nipalensis
- Carpodacus erythrinus
- Carpodacus pulcherrimus
- Carpodacus eos
- Carpodacus rodochroa
- Carpodacus vinaceus
- Carpodacus edwardsii
- Carpodacus synoicus
- Carpodacus roseus
- Carpodacus trifasciatus
- Carpodacus rhodopeplus
- Carpodacus thura
- Carpodacus roborowskii
- Carpodacus rhodochlamys
- Carpodacus rubicilloides
- Carpodacus rubicilla
- Carpodacus puniceus
- Loxia pytyopsittacus
- Loxia curvirostra
- Loxia leucoptera
- Carduelis spinoides
- Carduelis monguilloti
- Carduelis chloris
- Carduelis ambigua
- Carduelis flammea
- Carduelis hornemanni
- Carduelis spinus
- Carduelis carduelis
- Carduelis sinica
- Carduelis flavirostris
- Carduelis cannabina
- Carduelis yemenensis
- Serinus pusillus
- Serinus serinus
- Serinus syriacus
- Serinus thibetanus
- Serinus rothschildi
- Serinus menachensis
- Serinus estherae
- Pyrrhula nipalensis
- Pyrrhula leucogenis
- Pyrrhula aurantiaca
- Pyrrhula erythrocephala
- Pyrrhula erythaca
- Pyrrhula pyrrhula
- Coccothraustes coccothraustes
- Eophona migratoria
- Eophona personata
- Mycerobas icterioides
- Mycerobas affinis
- Mycerobas melanozanthos
- Mycerobas carnipes
- Pyrrhoplectes epauletta
- Callacanthis burtoni
- Rhodopechys sanguineus
- Bucanetes mongolicus
- Bucanetes githagineus
- Rhodospiza obsoletus
- Uragus sibiricus
- Haematospiza sipahi

## Emberizidae
- Urocynchramus pylzowi
- Melophus lathami
- Latoucheornis siemsseni
- Emberiza citrinella
- Emberiza leucocephalos
- Emberiza cirlus
- Emberiza koslowi
- Emberiza cia
- Emberiza godlewskii
- Emberiza cioides
- Emberiza jankowskii
- Emberiza buchanani
- Emberiza cineracea
- Emberiza hortulana
- Emberiza stewarti
- Emberiza caesia
- Emberiza striolata
- Emberiza tahapisi
- Emberiza yessoensis
- Emberiza tristrami
- Emberiza fucata
- Emberiza pusilla
- Emberiza chrysophrys
- Emberiza rustica
- Emberiza elegans
- Emberiza aureola
- Emberiza rutila
- Emberiza melanocephala
- Emberiza bruniceps
- Emberiza sulphurata
- Emberiza spodocephala
- Emberiza variabilis
- Emberiza pallasi
- Emberiza schoeniclus
- Emberiza calandra
- Spizella arborea
- Passerculus sandwichensis
- Passerella iliaca
- Zonotrichia leucophrys
- Zonotrichia atricapilla
- Junco hyemalis
- Calcarius lapponicus
- Plectrophenax nivalis[1]